# Дуель міньйонів

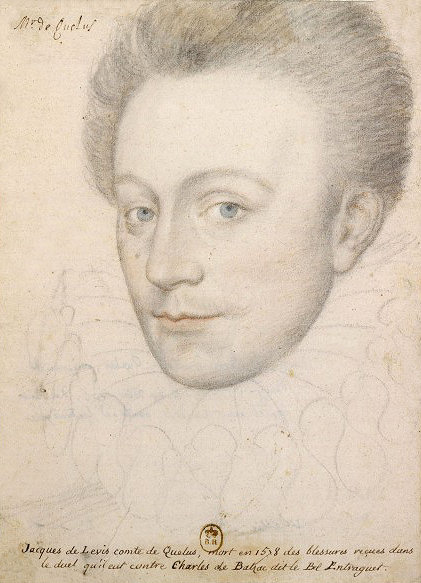
Малюнок Франсуа Кенель. Келюс

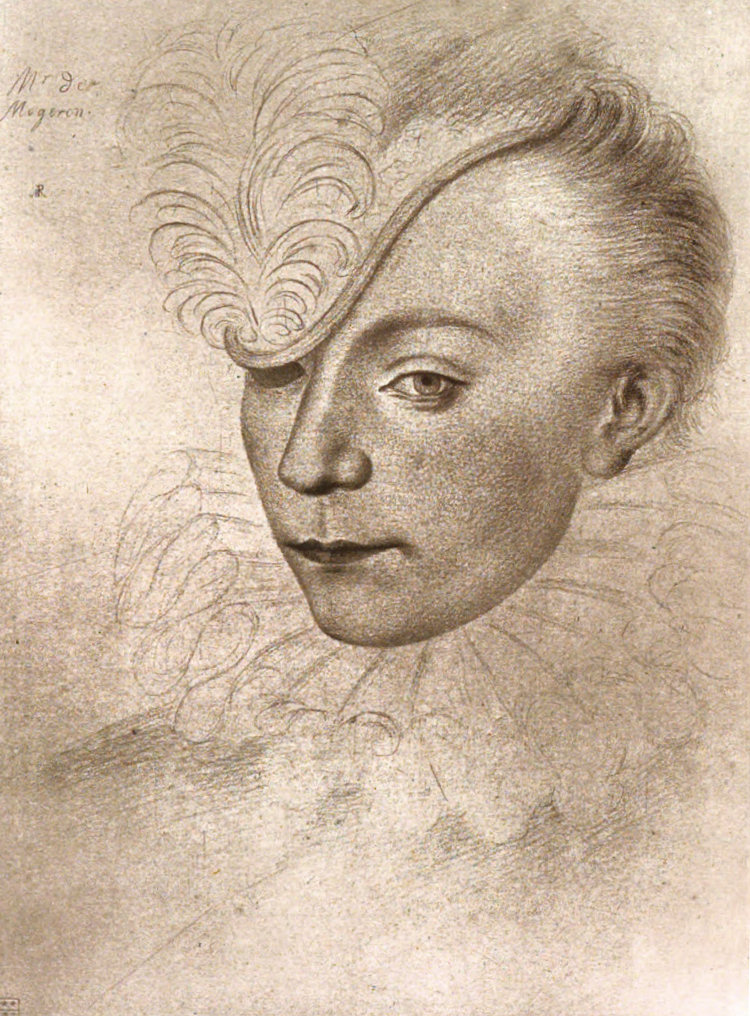
Малюнок Франсуа Кенеля. Можирон. 1577г.

Дуе́ль міньйо́нів — поєдинок, що відбувся в паризькому парку Турнель 27 квітня 1578 року між наближеними короля Франції Генріха III (міньйонами) і прихильниками герцога де Гіза (гізарами). Сучасники порівнювали цей бій з поєдинком Гораціїв і Куріаціїв. Внаслідок дуелі загинули четверо з шести її учасників.

## Учасники
Міньйони короля:
1. Жак де Леві, граф де Келюс — дуелянт (важко поранений, помер від ран через місяць);
2. Луї де Можирон, маркіз д'Ампуї — секундант (убитий);
3. Гі д'Арсе, барон де Ліваро — секундант (важко поранений, вижив);

Їхні противники:
1. Шарль де Бальзак, барон д'Антраг[ru] — дуелянт (легко поранений, вижив);
2. Франсуа д'Еді, віконт де Рібейрак — секундант (важко поранений, помер від ран наступного дня);
3. Жорж де Шомберг, барон де Страсбур — секундант (убитий).

## Привід
Причина бою ніяк не пов'язана з тодішньою політичною ситуацією у Франції. Келюс випадково застав д'Антрага у своєї коханої і наступного дня пожартував при свідках, що ця дама «більш прекрасна, ніж доброчесна». Д'Антраг викликав Келюса на дуель. Кожен з'явився на місце поєдинку з двома секундантами. Рібейрак спробував примирити супротивників, чим викликав роздратування у Можирона; утворилася нова пара дуелянтів.
Шомберг запитав: «Б'ються четверо, що нам робити?». На що Ліваро відгукнувся: «Отже, й ми повинні битися…». Шомберг і Ліваро також вступили в поєдинок.
Таким чином, молоді люди порушили як писані закони, так і дуельні звичаї: у грудні 1576 року Генріх III підписав у Блуа едикт, що забороняє дуелі, а за загальноприйнятими тоді правилами дуелей секунданти ні в якому разі не повинні були втручатися в поєдинок — вони, навпаки, зобов'язані були зробити все для примирення супротивників.
«Гізарами» трьох учасників дуелі можна назвати лише із застереженням. Так, д'Антраг і Рібейрак дійсно були в свиті герцога де Гіза, а ось Жорж де Шомберг був, як і його противники, міньйоном Генріха III. Це ще раз доводить відсутність політичного підґрунтя в дуелі і, отже, всю її жорстоку безглуздість.

## Дуель
Билися парною зброєю — шпагою і кинджалом. Рібейрак перед початком дуелі став на коліна і довго молився. Це розлютило Можирона, і він кинувся на ворога. Противники пронизали один одного на смерть (Можирон помер на місці, Рібейрак дожив до наступного дня).
Шомберг рубальним ударом відтяв Ліваро частину лівої щоки, але сам був смертельно поранений випадом у відповідь. Вже бувши фактично заколотим, Шомберг встиг завдати міньйону сильного удару ефесом по голові.
Келюс заявив, що забув удома кинджал. Багато хто потім вважав таку неуважність навмисною: по всій Європі входило в моду фехтування самою шпагою, і Келюс міг розраховувати на перевагу в такому виді бою. Можливо він припускав, що д'Антраг із благородства також відкине свій кинджал. Однак той цього не зробив, і графу довелося самому виплутуватися із ситуації. Результат виявився плачевним для Келюса — він отримав 19 ударів. Д'Антраг відбувся подряпиною на руці, проте не став і добивати міньйона.

## Наслідки

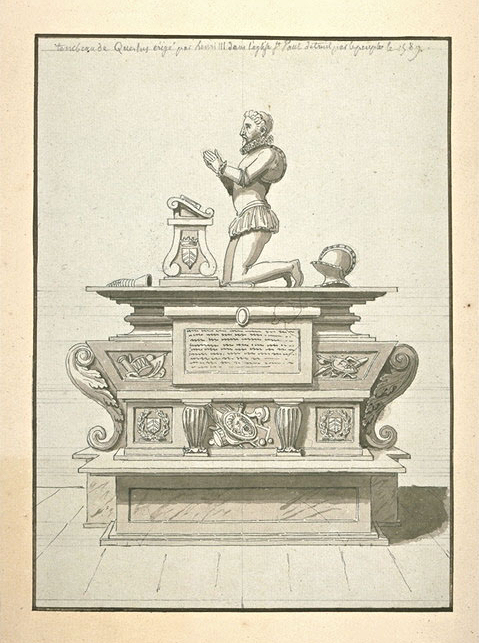
Гробниця Келюса і Можирона

Дуель загострила і без того хиткі стосунки короля і де Гіза. Проте заступництво герцога врятувало д'Антрага від гніву короля. Генріх III проявив зворушливу турботу про Келюса і, витративши значну суму на лікування друга, сам годував його з ложечки бульйоном. Але нерозумному фавориту через місяць після дуелі захотілося проїхатися на коні; рани відкрилися, і 29 травня Келюс помер.
Король сумував, утративши своїх улюбленців. Він наказав спорудити над їхньою могилою чудовий пам'ятник. Серед придворних дотепників зразу ж з'явився вираз «порубати на мармур» (фр. «tailler en marbre»). У травні 1588 року гробницю міньйонів зруйнували повсталі лігісти.
Ліваро вижив, хоча йому знадобилося шість тижнів, щоб почати одужувати після сильного удару ефесом по голові. Він загинув через 3 роки на спровокованій ним самим дуелі з двадцятирічним Антуаном де Меньєлею, сином маркіза де П'єнн. На біду Ліваро, юнак щойно повернувся з Італії, де вивчав мистецтво фехтування. Секундантами були простолюдини, слуги. Антуана убито відразу після перемоги ударом у спину — йому «помстився» слуга Ліваро, який під плащем приніс на дуель другу шпагу. Слугу повішено за вироком суду.
Всупереч офіційним заборонам на дуелі і явній безглуздості бійні, вчиненої в цьому випадку, молоде дворянство визнало реакцію короля формою заохочення, внаслідок чого дуелі стали модою і їх число, попри повторювані кожним наступним королем протидуельні едикти, лише зростало. Одночасно дуель міньйонів увела в моду бій не тільки безпосередніх учасників дуелі, але й їхніх секундантів, що раніше цілком виключалося.

## У мистецтві
Сцена «дуелі міньйонів» — передостання в романі Олександра Дюма-батька «Графиня де Монсоро». Дюма, як завжди вільно поводячись із історичними фактами, називає міньйонами Келюса, Можирона і Шомберга, а їх противниками (за романом — прихильниками не Гіза, а брата Генріха III, герцога Анжуйського) — Антрага, Рібейрака і Ліваро. У романі гинуть всі учасники дуелі, за винятком Антрага, який, після примирення з Келюсом, який помирав, рятується втечею від гніву короля.
Четверта пара дуелянтів — герцог д'Епернон і знаменитий Бюссі — плід фантазії Олександра Дюма. Реальний Бюссі д'Амбуаз до дуелі міньйонів стосунку не мав; його вбив роком пізніше в замку Монсоро відкрито скомпрометований ним чоловік коханки, приблизно як і описано в романі. Також до неї не мав стосунку герцог д'Епернон — найбільш високопоставлений фаворит короля Генріха. Зображений Дюма як підлий і боягузливий, герцог, за мемуарами сучасників, був «галантним і хоробрим дворянином», наближеним до Генріха III саме за хоробрість, проявлену в релігійних війнах. За іншими відомостями, герцог тільки мав славу дуелянта: його викликали багато разів, неодноразово сам посилав виклики, але не бився ніколи: завжди знаходилися «поважні причини». Прожив майже до дев'яноста років, до старості беручи участь у політичних інтригах.
Дуель показано в російському серіалі 1997 року «Графиня де Монсоро», при цьому є розбіжності як з романом Дюма, так і з історичними подіями.